# Орьенте (комарка)
Орьенте (исп. Comarca de Oriente) — район (комарка) в Испании, вместе с другими семью комарками входит в провинцию Астурия. Общая площадь 1829 км2, население 48 280 человека (перепись 2014 года). Административный центр — город Льянес.
Регион граничит с Кантабрией на востоке, Леоном на юге и астурийскими комарками Сидра и Налон на западе; с севера его омывает Кантабрийское море. В его природе преобладают горные склоны, спускающиеся к морскому берегу. По территории комарки проходит железнодорожная линия от Овьедо в сторону Кантабрии, основной автомобильной артерией является проходящее вдоль побережья шоссе A8. В Льянесе, Рибадаселье и Бустио имеются небольшие порты.

## Муниципалитеты
1. Амьева
2. Кабралес
3. Кангас-де-Онис
4. Каравиа
5. Льянес
6. Онис
7. Паррес
8. Пеньямельера-Альта
9. Пеньямельера-Баха
10. Пилония
11. Понга
12. Рибадеселья
13. Рибадедева